# Athletissima

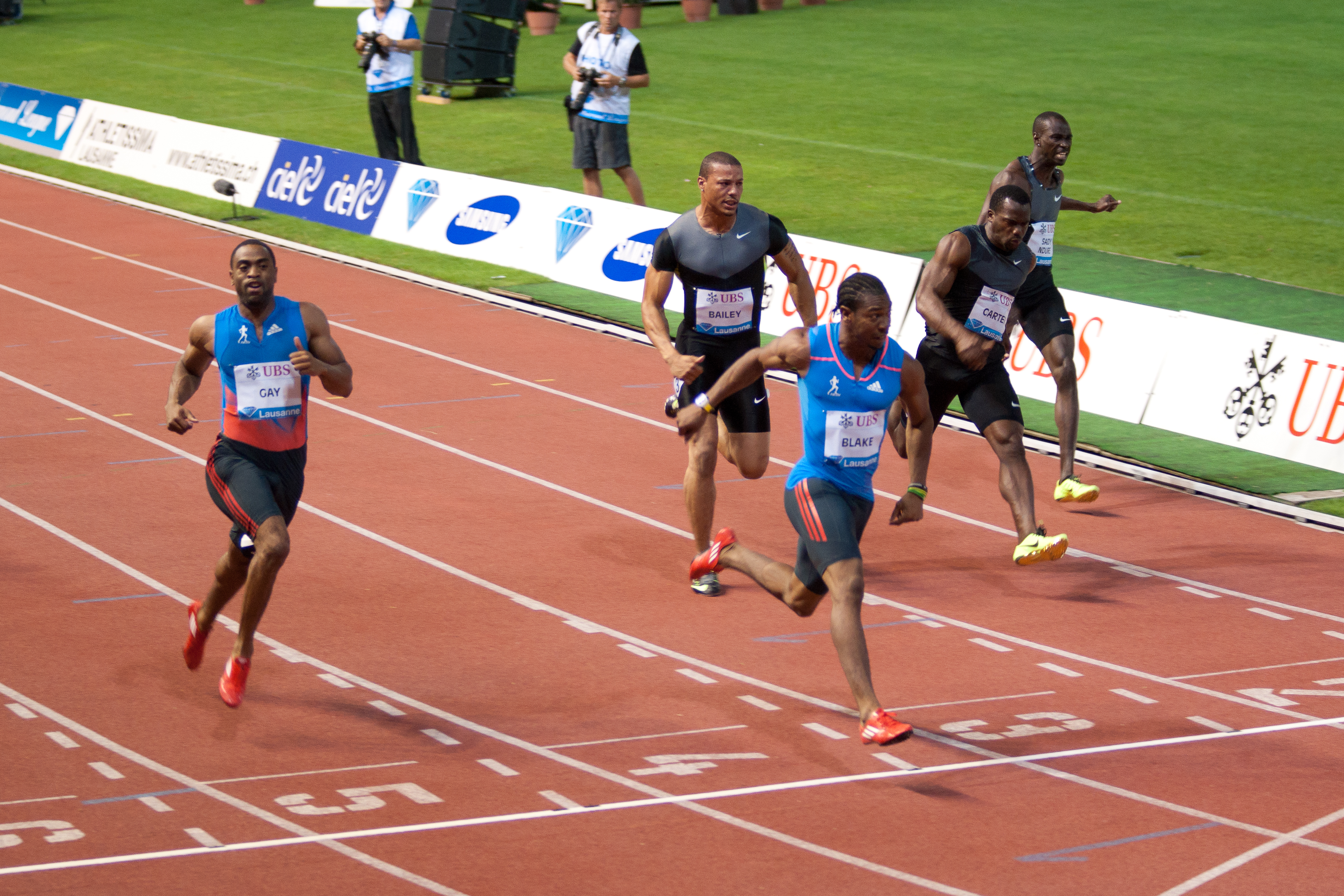
100-Meter-Lauf bei der Athletissima 2012

Die Athletissima ist ein jährlich stattfindendes internationales Leichtathletikmeeting in Lausanne. Es gehört seit 2010 zur Diamond League des Leichtathletik-Weltverbandes World Athletics. Austragungsstätte der Athletissima war zunächst das Stade Pierre de Coubertin, seit 1986 findet sie im Stade Olympique de la Pontaise statt.
Am 11. Juli 2006 stellte Liu Xiang (China) in Lausanne einen neuen Weltrekord über 110 Meter Hürden auf. Er absolvierte den Hürdenwald in 12,88 s. In Lius Rekordrennen unterbot auch der US-Amerikaner Dominique Arnold mit einer Zeit von 12,90 s die alte Marke von 12,91 s, die sowohl Liu Xiang als auch Colin Jackson (Grossbritannien) erzielt hatten. Der Rekord wurde seitdem mehrfach verbessert. Weitere heute nicht mehr bestehende Weltrekorde sind die 4,93 m von Jelena Issinbajewa (Russland) im Stabhochsprung (2005) und die 9,85 s von Leroy Burrell (USA) über 100 Meter, aufgestellt im Jahr 1994.

## Wettkampfbestleistungen

### Männer
| Art              | Rekord              | Athlet                | Herkunft            | Datum           |
| ---------------- | ------------------- | --------------------- | ------------------- | --------------- |
| 100 m            | 9,69 (−0,1 m/s) DLR | Yohan Blake           | Jamaika             | 23. August 2012 |
| 200 m            | 19,50 (−0,1 m/s)    | Noah Lyles            | Vereinigte Staaten  | 5. Juli 2019    |
| 400 m            | 43,62 DLR           | Wayde van Niekerk     | Südafrika           | 6. Juli 2017    |
| 800 m            | 1:41,11             | Emmanuel Wanyonyi     | Kenia               | 22. August 2024 |
| 1500 m           | 3:27,83             | Jakob Ingebrigtsen    | Norwegen            | 22. August 2024 |
| 3000 m           | 7:30,62             | Daniel Komen          | Kenia               | 2. Juli 1999    |
| 5000 m           | 12:40,45            | Berihu Aregawi        | Äthiopien           | 30. Juni 2023   |
| 110 m Hürden     | 12,88 (+1,1 m/s)    | Liu Xiang             | Volksrepublik China | 11. Juli 2006   |
| 400 m Hürden     | 47,14               | Edwin Moses           | Vereinigte Staaten  | 14. Juli 1981   |
| 3000 m Hindernis | 8:01,62             | Brimin Kiprop Kipruto | Kenia               | 8. Juli 2010    |
| Hochsprung       | 2,41 m              | Bohdan Bondarenko     | Ukraine             | 4. Juli 2013    |
| Stabhochsprung   | 6,15 m              | Armand Duplantis      | Schweden            | 22. August 2024 |
| Weitsprung       | 8,56 m              | Iván Pedroso          | Kuba                | 5. Juli 1995    |
| Dreisprung       | 18,06 m             | Christian Taylor      | Vereinigte Staaten  | 9. Juli 2015    |
| Kugelstoßen      | 22,81 m             | Ryan Crouser          | Vereinigte Staaten  | 26. August 2021 |
| Diskuswurf       | 70,53 m             | Virgilijus Alekna     | Litauen             | 5. Juli 2005    |
| Speerwurf        | 90,72 m             | Jan Železný           | Tschechien          | 10. Juli 1991   |

### Frauen
| Art               | Rekord                 | Athletin                | Herkunft                    | Datum           |
| ----------------- | ---------------------- | ----------------------- | --------------------------- | --------------- |
| 100 m             | 10,60 (+1,7 m/s)       | Shelly-Ann Fraser-Pryce | Jamaika                     | 26. August 2021 |
| 200 m             | 22,07                  | Merlene Ottey           | Jamaika                     | 5. Juli 1995    |
| 400 m             | 49,17                  | Salwa Eid Naser         | Bahrain                     | 5. Juli 2019    |
| 800 m             | 1:56,25                | Maria Mutola            | Mosambik                    | 2. Juli 2002    |
| 1500 m            | 3:57,34                | Shelby Houlihan         | Vereinigte Staaten          | 5. Juli 2018    |
| 3000 m            | 8:21,50                | Diribe Welteji          | Äthiopien                   | 22. August 2024 |
| 100 m Hürden      | 12,34 (−0,9 m/s)       | Jasmine Camacho-Quinn   | Puerto Rico                 | 26. August 2022 |
| 400 m Hürden      | 52,25                  | Femke Bol               | Niederlande                 | 22. August 2024 |
| 3000 m Hindernis  | 9:05,98                | Beatrice Chepkoech      | Kenia                       | 30. Juni 2023   |
| 4 × 100 m Staffel | 42,03                  | Grossbritannien         | Vereinigtes Königreich      | 22. August 2024 |
| Hochsprung        | 2,06 m DLR             | Marija Lassizkene       | Authorised Neutral Athletes | 6. Juli 2017    |
| Stabhochsprung    | 4,93 m                 | Jelena Issinbajewa      | Russland                    | 5. Juli 2005    |
| Weitsprung        | 7,47 m (+0,4 m/s)      | Heike Drechsler         | Deutschland                 | 8. Juli 1992    |
| Dreisprung        | 15,52 m (+0,6 m/s) DLR | Yulimar Rojas           | Venezuela                   | 26. August 2021 |
| Kugelstoßen       | 20,95 m                | Valerie Adams           | Neuseeland                  | 23. August 2012 |
| Diskuswurf        | 68,96 m                | Sandra Perković         | Kroatien                    | 4. Juli 2013    |
| Speerwurf         | 68,43 m                | Sara Kolak              | Kroatien                    | 6. Juli 2017    |